# Kim Crowová
Kim Crow (* 9. srpna 1985 Melbourne) je australská sportovkyně-veslařka.
Studuje obor média a komunikace, zároveň s tím pracuje jako právní asistentka. Žije v hlavním městě austrálie Canbeře.
Jde o všestrannou sportovkyni. Původně se věnovala lehké atletice, na lehkoatletickém mistrovství Austrálie skončila za Janou Pittmanovou v běhu na 400 metrů překážek na druhém místě, kvůli zranění ale musela atletiky zanechat a začala se na podkladě doporučení lékařů věnovat veslování.
S veslováním začala v roce 2004, nejprve závodila se Sarah Cookovou. Závodí za Melbourne University Boat Club. Měří 188 centimetrů a váží 76 kilogramů.
V roce 2012 její kolegyně z dvojskifu Brooke Pratleyová onemocněla, proto Crowová začala závodit ve Světovém poháru samostatně i na skifu, kde absolvovala i dodatečnou olympijskou kvalifikaci i pro tuto disciplínu. Stala se tak jednou z několika mála veslařů a veslařek, kteří na LOH 2012 startovali hned ve dvou různých disciplínách.
Na Letních olympijských hrách 2012 v Londýně vybojovala v Eton Dorney společně Brooke Pratleyovou stříbrnou olympijskou medaili na dvojskifu a den poté i bronzovou olympijskou medaili na skifu. Po závodech oznámila, že se hodlá reprezentovat Austrálii i na Letních olympijských hrách 2016 v Rio de Janeiro.
V září 2013, jen 11 měsíců po svém prvním mezinárodním závodě ve skifu, se na korejském jezeře Čchungdžu stala mistryní světa a na konci vydařeného roku získala nejvyšší ocenění v anketě Světová posádka roku v kategorii ženy.

## Přehled výsledků
- Mistrovství světa ve veslování 2006, Eton Dorney: 3. místo (osma)
- Mistrovství světa ve veslování 2007, Mnichov:
  - 4. místo (osma)
  - 4. místo (dvojka bez kormidelnice)
- Letní olympijské hry 2008, Peking: 10. místo (dvojka bez kormidelnice)
- Mistrovství světa ve veslování 2009, Poznaň: 5. místo (dvojka bez kormidelnice)
- Mistrovství světa ve veslování 2010, Karapiro: 2. místo (dvojskif)
- Mistrovství světa ve veslování 2011, Bled: 2. místo (dvojskif)
- Letní olympijské hry 2012, Londýn – Eton Dorney 2012:
  - 2. místo (dvojskif)
  - 3. místo (skif)
- Mistrovství světa ve veslování 2013, Čchungdžu: 1. místo (skif)